# Gaston Velle
Gaston Velle, nato Gaston Balthazar Velle (Roma, 24 dicembre 1868 – Parigi, 8 gennaio 1953), è stato un regista francese del cinema muto che lavorò per Louis e Auguste Lumière, la Pathé e, quindi, per l'italiana Cines.

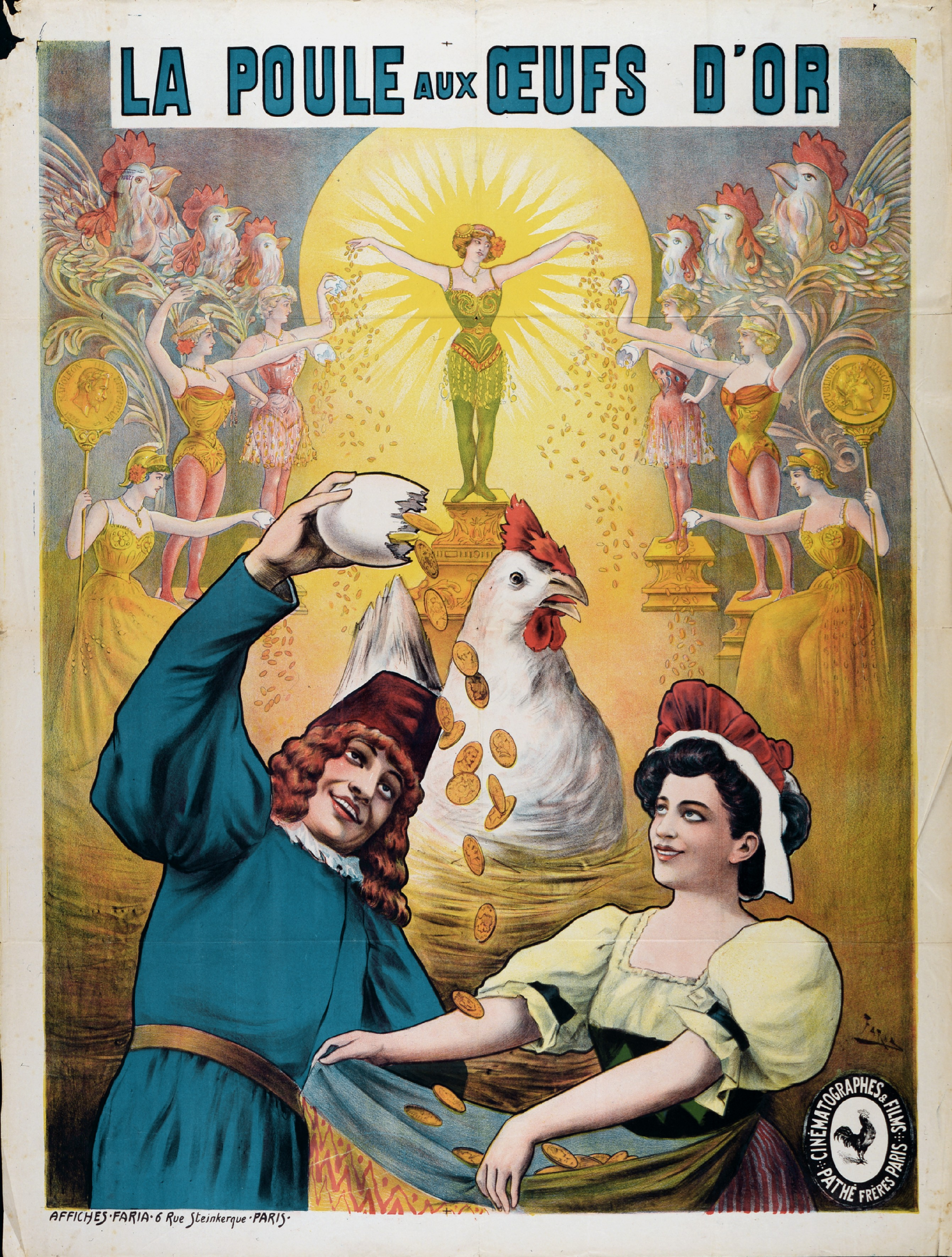
Manifesto da Faria per il film La Poule aux oeufs d'or, regista Gaston Velle, 1905. Collection EYE Film Instituut Nederland.

Nel periodo che va dal 1902 al 1913, diresse oltre ottanta pellicole. 
Figlio del prestigiatore Joseph Velle (1837-1889) e prestigiatore egli stesso, Gaston Velle curò la messa in scena e gli effetti speciali di numerosi film prodotti dalla Pathé negli anni dieci del Novecento. Nel 1906, si era trasferito a Roma per lavorare alla Cines, diventandone il direttore artistico. Al suo ritorno in Francia alla fine del 1907, si mise a lavorare per la Pathé, scatenando una polemica tra le due case di produzione, con la Cines che finì per accusare di plagio la concorrente francese.

## Filmografia parziale
- La métamorphose du papillon (1904)
- Nozze tragiche (1906)
- Onore rusticano (1906)
- Le ore di una mondana (1906)
- L'organetto misterioso (1906)
- Otello (co-regia Mario Caserini) (1906)
- La pila elettrica (1906)
- Il pompiere di servizio (1906)
- Pranzo provvidenziale (1906)
- Quaranta gradi all'ombra (1906)
- Il ratto di una sposa in bicicletta (1906)
- Triplice convegno (1906)
- La gitana (1906)
- Viaggio in una stella (1906)
- L'Écrin du Rajah (1906)
- Artista e pasticcere (1907)
- Le avventure di Pulcinella (1907)
- Il delitto del magistrato (1907)
- La figlia del cenciauolo (co-regia Mario Caserini) (1907)
- Un moderno Sansone (1907)
- Le Petit Prestidigitateur (1907)
- Le Secret de l'horloger (1907)
- Petit Jules Verne (1907)
- Le Faune (1908)